# Cantone di Besse-sur-Issole
Il Cantone di Besse-sur-Issole era una divisione amministrativa dell'arrondissement di Brignoles.
È stato soppresso a seguito della riforma complessiva dei cantoni del 2014, che è entrata in vigore con le elezioni dipartimentali del 2015.
Comprendeva i comuni di:
- Besse-sur-Issole
- Cabasse
- Flassans-sur-Issole
- Gonfaron
- Pignans